# أحمد لعرابة
أحمد لعرابة (1956 -) سياسي جزائري عيّنهُ الرئيس عبد المجيد تبون في 8 جانفي 2020 رئيسا للجنة الخبراء المكلفة بجمع مقترحات تعديل الدستور, ذو الاختصاص القانوني الدولي.

## حيــاته
يعتبر أحمد لعرابة، أكاديمیا جزائريا من موالید العام 1956، حصل على شھادة اللیسانس في الحقوق من جامعة الجزائر سنة 1970 ثم شھادة الدكتوراه سنة 1985.اشتغل لعرابة أستاذا للحقوق بجامعة الجزائر، ثم المدرسة الوطنیة للإدارة والمعھد العالي للدراسات العلیا بالجزائر العاصمة، كما درّس في جامعات فرنسیة للحقوق كجامعة باريس ولیون.

## المناصب التي تولاها
- أستاذ القانون العام بكلية الحقوق بجامعة الجزائر 1.
- أستاذ بالمدرسة الوطنية للإدارة-الجزائر (1971 – 2009).
- أستاذ بالمدرسة العليا للقضاء (2000-2010).
- أستاذ زائر بعدة كليات حقوق بالخارج.
- ممثل الجزائر لدى محكمة العدل الدولية في قضية مشروعية بناء الحائط في فلسطين.
- -مستشار قانوني لـلدولة الجزائرية في عديد تحكميات النزاعات حول الاستثمارات الدولية.
- -عضو لجنة القانون الدولية لهيئة الأمم المتحدة (2012-2016 /2017-2021).[3]

## رئيسا للجنة الخبراء المكلفة بجمع مقترحات تعديل الدستور
عيّنهُ الرئيس عبد المجيد تبون في 8 يناير 2020 رئيسا للجنة الخبراء المكلفة بجمع مقترحات تعديل الدستور,وصرح الأستاذ أحمد لعرابة، عقب تنصیبه من قبل الرئیس تبون، أن اللجنة تتكون من كفاءات وخبرات وطنیة في المجال القانوني، لاسیما القانون الدستوري. مبرزا أنه سینظم لقاءات إعلامیة لإعطاء تفاصیل حول المھمة التي كلفه بھا رئیس الجمھورية.
و في تصريح أدلى به للصحافة، قال السيد لعرابة «لقد حظيت باستقبال من طرف رئيس الجمهورية الذي شرفني برئاسة لجنة مكلفة بإعداد اقتراحات حول مراجعة الدستور وإني أشكره على الثقة التي وضعها في شخصي».